# Жемчужные острова
Жемчу́жные острова́ (исп. Archipiélago de las Perlas) — группа островов в северо-восточной части Панамского залива Тихого океана, в 70 км к юго-востоку от города Панамы. Принадлежат Республике Панама. Общая площадь — 329,2 км². Включают 16 крупных и около двухсот небольших островков (всего 90 островов имеют названия). Крупнейший из них — остров Рей, центр ловли жемчуга; остров Контадора известен как курорт.

## География
Жемчужные острова расположены на материковом шельфе Панамского перешейка в Панамском заливе. Архипелаг занимает в заливе площадь около 1152 км², из которых площадь суши составляет 329,2 км². Крайними островами архипелага являются: северный — остров Пачека, южный — остров Галера, восточный — остров Пуэркос, западный — остров Сан-Хосе. Наибольшие острова: Рей (площадью около 232 км²), Сан-Хосе, Педро Гонсалес, Виверос, Каньяс, Байонета, Касая, Сабога, Чапего, Контадора, Сантельмо и другие. Рельеф островов низменный, наивысшая точка — 206 м расположена в северо-западной части острова Рей. Береговая линия сильно изрезана. Часть островов окружена рифами. Температура воздуха на островах в течение года колеблется в интервале +20..+30 °С, различают сухой и влажный сезоны.

## История
Острова были открыты в 1513 году испанским конкистадором Васко Нуньесом Бальбоа. После открытия нового океана он встретил лодку индейцев, инкрустированную жемчугом. Индейцы рассказали ему об островах богатых жемчугом. Конкистадор назвал эти острова Жемчужными и объявил их собственностью испанского короля. В 1553 году название Жемчужные острова упоминается в книге «Хроника Перу» Сьеса де Леона:
«Выходя из Панамы, корабли плывут отыскивая острова, называемые Жемчужные, лежащие на неполных восьми градусах к Югу. Этих островов будет 25 или 30 пристроившихся поблизости к одному, самому большому из них. [Ранее] обычно они были заселены местными жителями, но сейчас уже необитаемы. Те, кто является сейчас их хозяевами владеют неграми и индейцами из Никарагуа и Кубагуа, дабы те оберегали их скот и засевали поля, потому как они плодородные. Кроме того, [здесь] добывалось много дорогого жемчуга, за что им и досталось название Жемчужных островов».
На одном из островов была добыта Ла Перегрина, считавшаяся самой крупной жемчужиной в мире. В середине XVII века острова назывались Королевскими (las islas del Rey). Из-за богатства островов, а также наличия большого количества скрытых заливов и бухт на архипелаге часто останавливались пираты из Англии, Португалии и Франции. В 1938 году моллюски, из которых добывали жемчуг, были уничтожены красным приливом (цветением воды). По состоянию на 2003 год добыча жемчуга на островах не возобновлена.